# Баярдо
Баярдо (італ. Bajardo, ліг. Baiardo) — муніципалітет в Італії, у регіоні Лігурія,  провінція Імперія.
Баярдо розташоване на відстані близько 450 км на північний захід від Рима, 115 км на південний захід від Генуї, 26 км на захід від Імперії.

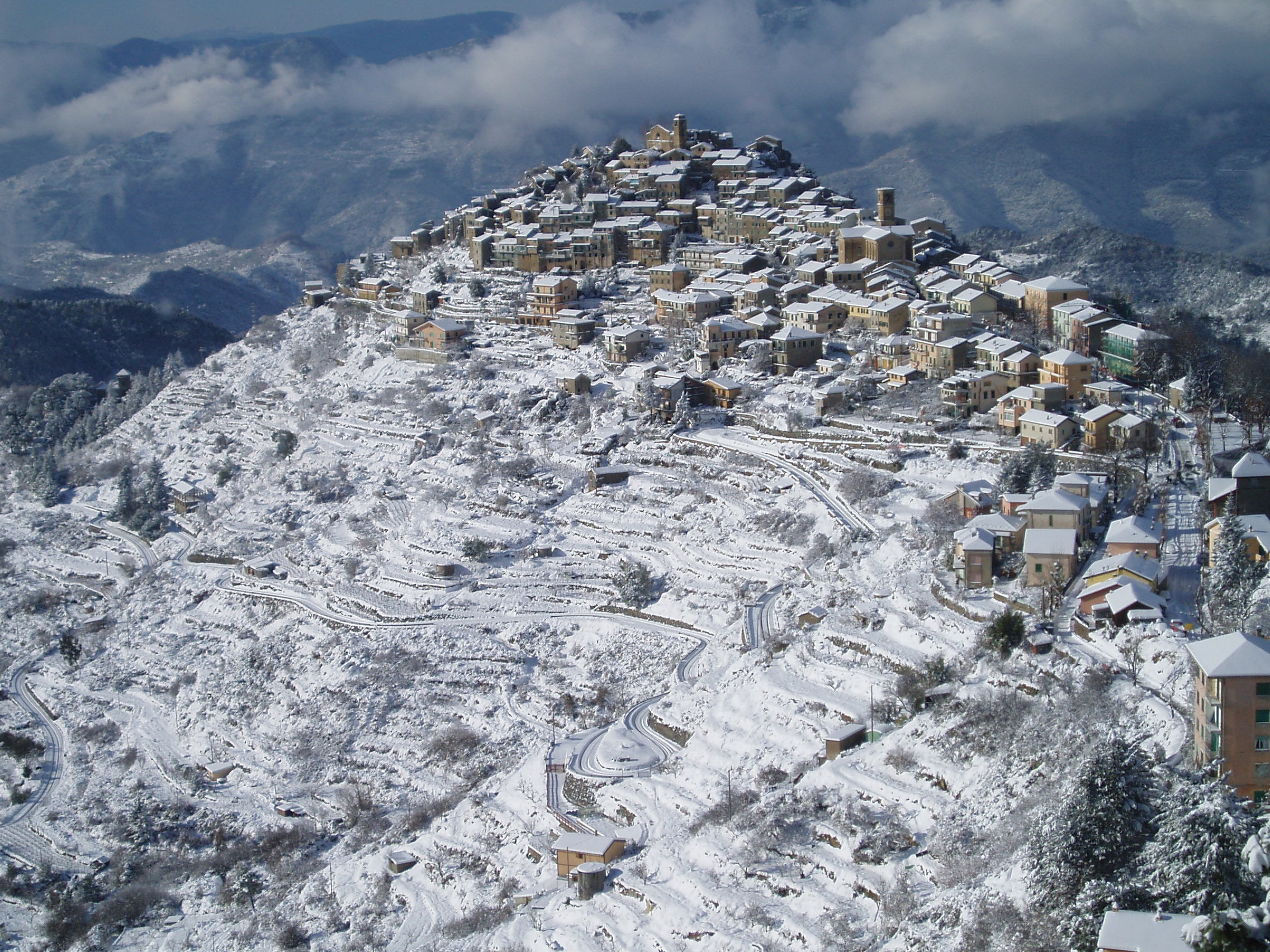

Населення — 314 осіб (2014).

## Демографія
Населення за роками:

Станом на 1 січня 2023 року в муніципалітеті офіційно проживало 135 іноземців з 22 країн, серед них 39 громадян країн Євросоюзу та 8 громадян України.

## Сусідні муніципалітети
- Априкале
- Бадалукко
- Кастель-Вітторіо
- Черіана
- Моліні-ді-Трьора
- Перинальдо
- Санремо